# NGC 7219
NGC 7219 је спирална галаксија у сазвежђу Тукан која се налази на NGC листи објеката дубоког неба.
Деклинација објекта је - 64° 50' 56" а ректасцензија 22h 13m 8,9s. Привидна величина (магнитуда) објекта NGC 7219 износи 12,4 а фотографска магнитуда 13,3. Налази се на удаљености од 41,033 милиона парсека од Сунца. NGC 7219 је још познат и под ознакама ESO 108-19, FAIR 1002, IRAS 22094-6505, PGC 68312.